# Сидон
Сидон (арап. صيدا Saydā, грч. Σιδώνα, хебр. צִידוֹן, Zaydo'wn) је трећи град по броју становника у Либану, на обали Средоземног мора. Град административно припада говернорату Јужни Либан. Налази се око 40 km северно од Тира и 40 km јужно од Бејрута. Према процени из 2005. у граду је живело 163 554 становника, углавном сунита, шиита, гркокатолика и маронита.
Сидон је настао пре око 4000. година и био је један од најзначајнијих градова атничке Феникије. Одавде је створена велика трговачка мрежа која је трговала дуж целог Средоземног мора. Град је био чувен по стакларству и изради пурпурне одеће.

## Географија
Сидон се налази око 40 km јужно од Бејрута, уз обалу Средоземног мора у данашњем Либану.

## Историја

### Древна Феникија
Основан је пре 4 миленијума и био је један од најзначајнијих феничких градова. Грчки историчар Страбон је наводио Сидон као један од најстаријих феничких градова. Хомер је хвалио занатлије Сидона због производње стакла и боја. Из Сидона је основан град Тир, па ће касније настати такмичење који град је метропола Феникије. Град се спомиње заједно с Тиром у угаритском епу о Кирти, који је вероватно неколико века старији од текста из 1345. п. н. е. који је стигао до нас. Хетитски магијаски текстови из раног 14. века п. н. е. спомињу Сидон пре Тира на своме попису регија. У списима из Амарне Сидон се више пута наводи као предводник антиегипатског савеза градова-држава. Сидон ће стога постати синоним за читаву Феникију, а фенички ће краљ бити називан »сидонским краљем.«
Чини се да је фараон Тутмос IV посетио овај град. Сатиричко египатско писмо из раздобља 19. династије, познато као Папирус Анастаси И., спомиње Сидон на путу од севера према југу, који још укључује и Бејрут, Серапту и Тир. У доба 21. династије (око 1090—1080. п. н. е.) Сидон је имао око 50 бродова који су трговали с Египтом.
Значајнији раст града започео је инвазијом Народа с мора, будући да се овај град, чини се, успео опоравити пре својих суседа, а нарочито пре Тира. Тако да ће Сидонци заправо поновно утемељити Тир, што се види и из кованица што су их, много касније, у доба хеленизма, издавали Селеукиди.

### Асирска власт
За време свога похода према западу 701. п. н. е., асирски краљ Санхериб свргнуо је сидонског краља Лулија, који је био приступио противасирском савезу. На његово је место постављен Итобаал, а његов наследник, Абдимилкутти, поновно ће се побунити против Асирије. Асирски краљ Асархадон, 677. п. н. е. је угушио побуну, а град је том приликом срушен до темеља и његов краљ погубљен. Нови, асирски град, под именом Кар-Асархадон (Асархадонова лука) постао је средиштем асирске управе у том подручју.

### Персијска власт
Након доласка Вавилонаца и краља Навукодоносора II, судбина града није сасвим јасна. У персијском раздобљу, Сидон је остао важно управно средиште, као главни град Пете сатрапије, која је обухватала Сирију, Палестину и Кипар, а његова је флота имала нарочиту важност у грчко-персијским ратовима против Грчке. Успеси сидонске морнарице у ратовима с Египћанима и Грцима донели су Сидонцима делимичну самосталност. Усто, град је био познат по стакларству и бродоградњи. Надгробни натписи сидонских краљева из персијског раздобља откривени су почетком 19. века, те омогућавају готово сигурну реконструкцију низа владара и времена њихове владавине. Средином 4. века п. н. е. Сидон се под вођством краља Тенеја побунио против персијског великог краља Артаксеркса III који је побуну угушио, а недуго после је у граду избио пожар који је однео готово 40.000 живота.

### Грци, Римљани и Византија
Тако ослабљен, Сидон је 333. п. н. е. постао лак плен Александра Македонског, те му се без борбе предао. У то доба, те у време власти Селеукида и Птолемејида, град обнавља делимичну аутономију, а слично и у Римском царству, након што су га 64. п. н. е. Римљани освојили. Октавијан Август укинуо му је ту самосталност и град директно подредио Риму. Када је пао под власт Римљана наставио је ковати властити новац, а ту је успостављена римска колонија.
Под Византијом Сидон је полако губио на важности, но ипак је постао седиштем архиепископије. Након земљотреса из 551. који је погодио источну средоземну обалу и уништио већину градова у Феникији, у овај је град пресељена чувена бејрутска правна школа.
Археолошка истраживања античког Сидона и његове околине предузимана су у више наврата, а у другој половини 20. века зауставио их је урбани развој модернога града.

### Арапска власт и крсташко раздобље
667. Сидон освајају Арапи, а у доба омејидске власти он и даље остаје прилично безначајан, али богат град административно подређен Дамаску.
4. децембра 1110, Сидон су, након 47 дана опсаде, освојили крсташи на челу с Балдуином I, а град ће под њиховом влашћу постати средиште Сидонске кнежевине, једног од четири водећа кнежевства крсташког Латинског краљевства Јерусалима. Сидон је у крсташко доба доживео више разарања, нарочито оно 1187. што га је извела Саладинова војска, а коначно су га 1249. освојили и разорили Сарацени. Након обнове, поновно су га 1260. разрушили Монголи. Мамелуци га освајају 1291, што је означило крај крижарске присутности.

### Од 15. века
Сидон ће у својој историје доживети још два кратка успона. Најприје у 15. веку кад је постао тргобачка лука Дамаска, а потом у 17. веку кад је у њему либански емир Факхредин населио француске трговце. То је раздобље окончано 1791. кад су османски Турци отерали Французе, а улогу трговачког средишта коначно преузима Бејрут.
Након Првог светског рата, град постаје делом Француског мандата у Либану, да би га у Другом светском рату заузела Уједињено Краљевство. Након овога рата, Сидон је поста део независног Либана. Након 1948. велики број палестинских избеглица живи у граду и у избегличким логорима крај града. За време израелске инвазије 1982. град је био бомбардован.

## Данашњи град
Према подацима из 2000. године, Сидон има око 200.000 становника (1900. имао их је око 10.000), те је трећи град по величини у Либанону. Већином су то сунитски и шијитски муслимани. Древна лука данас се користи само за мале бродице, а становништво се бави риболовом, пољопривредом, нарочито воћарством, на околним, не претерано пространим пољима, те радом у рафинерији нафте.

## Туризам
- Сидонски замак је тврђава, коју су изградили крсташи у 13. веку.
- Замак свети Луј су изградили крсташи у 13. веку на остацима фатимидске тврђаве
- храм Ешмун је храм феничког бога оздрављења. Саграђен је у 7. веку п. н. е.

Сидон се много пута спомиње у Библији

## Партнерски градови
- Констанца
- Софија
- Сочи